# Westcotes Park

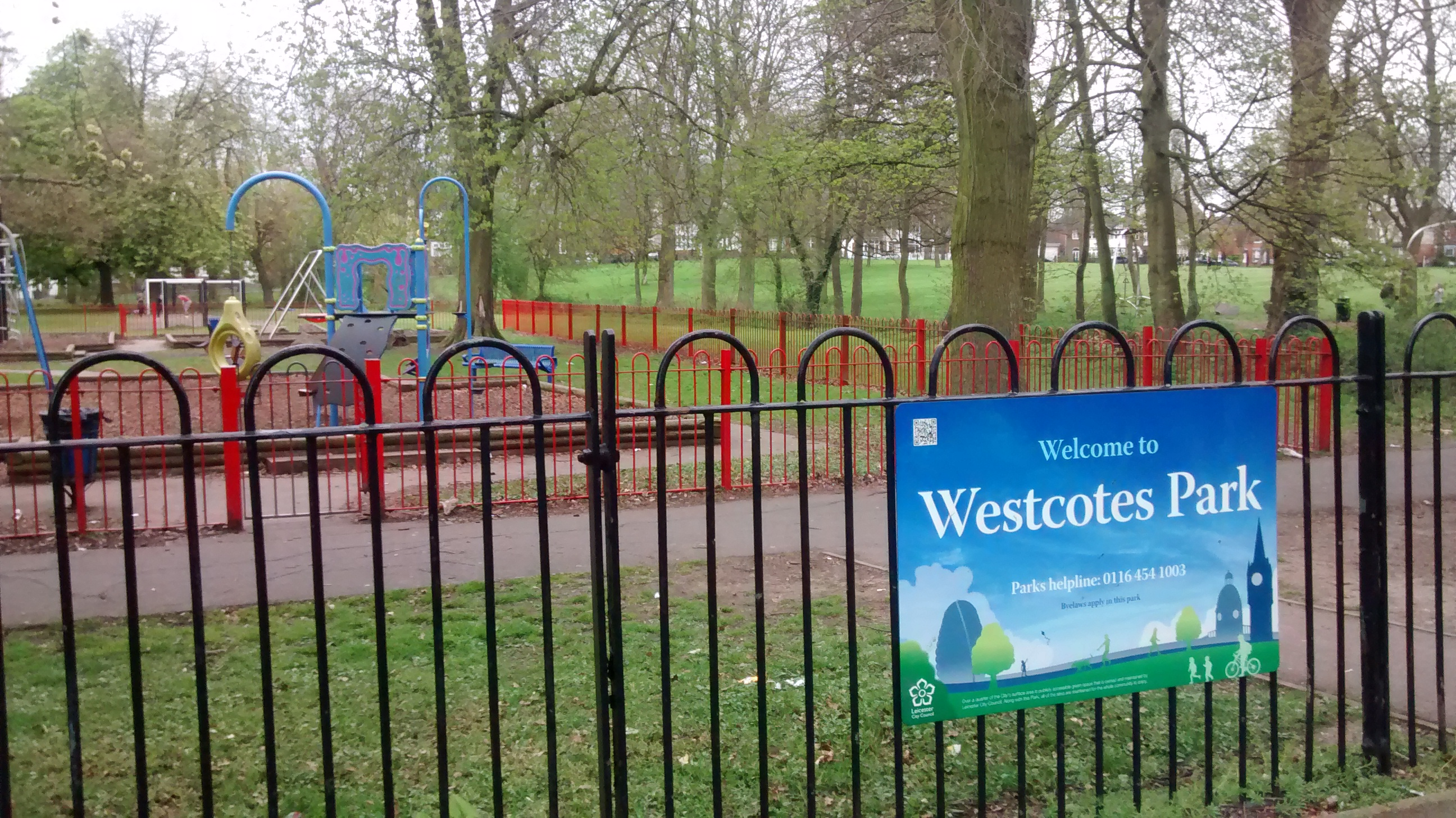
Westcotes Park (Plac zabaw)

Westcotes Park – park w mieście Leicester w Wielkiej Brytanii położony w południowo-zachodniej części miasta w dzielnicy Westcotes.
Park otoczony między ulicami Braunstone Ave, Winchester Ave, Canterbury Terrace, Imperial Ave.
Obok parku znajduje się szkoła Imperial Avenue Infant School. Park otoczony domami jednorodzinnymi z każdej strony.